# 1 Dywizja Wolnych Francuzów
1 Dywizja Wolnych Francuzów (fr. 1ère division française libre) – francuska jednostka wojskowa podporządkowana gen. Charles’owi de Gaulle’owi istniejąca podczas II wojny światowej.

## Historia jednostki
Dywizja została sformowana 1 sierpnia 1940. Na jej czele stanął płk Raoul Magrin-Vernerey. We wrześniu część jednostki wzięła udział w swoich pierwszych walkach w rejonie Dakaru, gdzie bezskutecznie próbowała doprowadzić do przejścia sił francuskich wiernych władzom Francji Vichy na stronę aliantów. Pozostałe jej oddziały walczyły w Gabonie i podczas kampanii przeciwko Włochom w Erytrei. 
W maju 1941 przeorganizowano ją w Tel Awiwie w 1 Lekką Dywizję Wolnych Francuzów. Od 8 czerwca do 11 lipca brała ona udział w walkach z wojskami Vichy w trakcie operacji Exporter (kampanii syryjsko-libańskiej). W sierpniu dywizja została rozwiązana, a jej poszczególne brygady służyły oddzielnie pod rozkazami aliantów. Wolni Francuzi brali udział m.in. w ciężkich walkach z Niemcami w rejonie Bir Hakeim i El Alamein. 
1 lutego 1943 ponownie utworzono 1 Dywizję Wolnych Francuzów. Walczyła ona następnie w kampanii tunezyjskiej (kwiecień – maj 1943). Następnie przez kilka miesięcy stacjonowała w Libii, po czym wyekwipowana i uzbrojona przez Amerykanów, od kwietnia do lipca 1944 brała udział w kampanii włoskiej. Podczas niej została przemianowana na 1 Dywizję Piechoty Zmotoryzowanej i ostatecznie na 1 Marszową Dywizję Piechoty. W sierpniu Wolni Francuzi wylądowali w południowej Francji w ramach operacji Dragon. W składzie 1 Armii Francuskiej walczyli z Niemcami w Prowansji i Wogezach, a następnie w Alzacji. W styczniu 1945 bronili obszaru Strasburga przeciwko desperackiej ofensywie niemieckiej 19 Armii, ponosząc bardzo duże straty (rozbity został 24. batalion marszowy). Krótko potem dywizja uczestniczyła w walkach w rejonie Colmaru w składzie II Korpusu Francuskiego. W marcu została przerzucona z Alzacji we francuskie Alpy, gdzie do końca wojny wyzwalała obszary zajęte przez Włochy w 1940.
Podczas wojny dywizja straciła ponad 4 tys. żołnierzy zabitych.

## Dowódcy
- płk Raoul Magrin-Vernerey (1941)
- gen. dyw. Paul Legentilhomme (15 kwietnia – 21 sierpnia 1941)
- gen. dyw. Edgard de Larminat (styczeń – 16 maja 1943)
- gen. dyw. Marie Pierre Kœnig (1943)
- gen. bryg. Diego Brosset (1943)
- gen. dyw. Pierre Garbay (1944-1945)

## Skład organizacyjny

### Czerwiec 1941
- 1 Brygada 
  - 1 Batalion Legii Cudzoziemskiej
  - 1 Batalion Marszowy (Senegalczycy)
  - 2 Batalion Marszowy (Senegalczycy)
  - 1 Bateria Artylerii
- 2 Brygada
  - 1 Batalion Piechoty Morskiej
  - 3 Batalion Marszowy (Senegalczycy)
  - 4 Batalion Marszowy (Senegalczycy)
  - 2 Bateria Artylerii
  - Kompania Przeciwpancerna

### Sierpień 1944
- 1 Brygada
  - 1 Batalion Legii Cudzoziemskiej
  - 2 Batalion Legii Cudzoziemskiej
  - 22 Północnoafrykański Batalion Marszowy
- 2 Brygada
  - 4 Batalion Marszowy
  - 5 Batalion Marszowy
- 11 Batalion Marszowy
- 4 Brygada
- 21 Batalion Marszowy
- 24 Batalion Marszowy
  - Batalion Piechoty Marynarki Wojennej i Pacyfiku
- 1 Pułk Fizylierów Marynarki Wojennej (Batalion Zwiadowczy)
- 1 Pułk Artylerii
- 21 Grupa Artylerii Przeciwlotniczej
- 1 Bojowy Batalion Saperów
- 1 Batalion Łączności
- 101, 102 i 103 Kompanie Transportowe
- 1 Oddział Kierowania Ruchem Drogowym
- 9 Kompania Kwatermistrzowska
- 1 Grupa Zaopatrzeniowa
- 1 Batalion Medyczny
- Kobieca Sekcja Marynarki Wojennej Ewakuacji Medycznej